# Spilopera crenularia
Spilopera crenularia är en fjärilsart som beskrevs av John Henry Leech 1897. Spilopera crenularia ingår i släktet Spilopera och familjen mätare. Inga underarter finns listade i Catalogue of Life.